# Vitalij Szergejevics Anyikejenko
Vitalij Anikienko (Виталий Аникеенко Kijev, 1987. január 2. – Jaroszlavl, 2011. szeptember 7.) orosz-ukrán profi jégkorongozó. A Lokomotyiv Jaroszlavl (KHL) hátvédje volt, saját nevelésű játékos. Három junior világbajnogságon vett részt, Oroszország színeiben.

## Karrier
Nagyon jó fizikai felépítésű, igazi "Stay at home", a támadáskor mindig hátul marad, védő. Hátrányokban rendszerint jól védekezik. Jól lát a pályán, de gyakran, hoz rossz döntéseket a védekező harmadban, ami miatt a csapat hátrányba kerül. Emiatt többnyire csak harmadik soros védő. Lövőereje, és pontossága sokat fejlődött, ezt igazolja, hogy a 2009–2010-es szezonban a csapat második legponterősebb hátvédje volt. Ha tovább fejleszti magát, akár első soros hátvéd is lehet belőle. A 2011. szeptember 7-i jaroszlavli légikatasztrófában vesztette életét, amiben egy mérnök kivételével mindenki, az egész jaroszlavi jégkorongcsapat meghalt. Kijevben temették el.

## Statisztikák
| 2005–2006           | Lokomotyiv Jaroszlavl  | RSL                 | 26  | 0  | 1  | 1  | 28  | 1  | 0 | 0 | 0 | 0  |
| 2006–2007           | Lokomotyiv Jaroszlavl  | RSL                 | 25  | 1  | 2  | 3  | 16  | 3  | 0 | 0 | 0 | 12 |
| 2007–2008           | Metallurg Novokuznyeck | RSL                 | 10  | 1  | 1  | 2  | 10  | —  | — | — | — | —  |
| 2007–2008           | Lokomotyiv Jaroszlavl  | RSL                 | 40  | 4  | 9  | 13 | 48  | 16 | 0 | 0 | 0 | 20 |
| 2008–2009           | Lokomotyiv Jaroszlavl  | KHL                 | 40  | 2  | 9  | 11 | 44  | 19 | 0 | 2 | 2 | 10 |
| 2009–2010           | Lokomotyiv Jaroszlavl  | KHL                 | 52  | 7  | 11 | 18 | 50  | 9  | 1 | 0 | 1 | 8  |
| 2010–2011           | Lokomotyiv Jaroszlavl  | KHL                 | 52  | 5  | 14 | 19 | 79  | 3  | 0 | 2 | 2 | 4  |
| RSL/KHL összesített | RSL/KHL összesített    | RSL/KHL összesített | 245 | 20 | 47 | 67 | 275 | 51 | 1 | 4 | 5 | 54 |